# Folsom State Prison
Folsom State Prison er et amerikansk fængsel i byen Folsom i Californien cirka 30 km nordøst for delstatshovedstaden Sacramento. Det er et ud af 35 institutioner for voksne som drives af California Department of Corrections and Rehabilitation.
Folsom Prison blev åbnet i 1880 og er det næstældste fængsel i Californien efter San Quentin. Det var det første fængsel i USA som fik indlagt elektricitet. Folsom var også et af de første "maximum security"-fængsler i USA. 93 dødsdømte fanger er blevet henrettet i fængslet.
Fængslet har i dag et minimum-medium sikkerhedsniveau. I september 2019 var der 3.351 indsatte hvoraf 476 var kvinder.
Folsom Prison er sandsynligvis bedst kendt i populærkulturen for koncerter afholdt i fængslet med musikeren Johnny Cash. To optrædener den 13. januar 1968 blev optaget og udgivet som livealbummet At Folsom Prison. Johnny Cash havde skrevet og indspillet sangen "Folsom Prison Blues" over et årti tidligere.